# 母が教えてくれた歌 (アイヴズ)
母が教えてくれた歌 (ははがおしえてくれたうた、英語: Songs my Mother taught me) は、チャールズ・アイヴズが作曲した歌曲。歌詞は、有名なドヴォルザークの同名の歌曲『母が教えてくれた歌』と同じだが、それをナタリー・マクファーレンが英訳したものを用いている。

## 概要
1895年にピアノ伴奏用の歌曲としてアイヴズが作曲した。1922年にアイヴズは自身の歌曲をまとめて私家版として『114の歌』を出版したが、その中の108番が『母が教えてくれた歌』である。1903年頃には、作曲者自身の手で室内楽曲に編曲されている。

## 曲の構成
変形有節歌曲形式。変ホ長調、4分の3拍子、ラルゴ。
アイヴズというと、不協和音、トーン・クラスター、無調・複調、ポリ・リズム、互いに無関係な音楽要素の多層的・同時的構造、ポピュラー・ソングやアメリカ民謡の引用というイメージを抱きがちだが、アイヴズの初期の作品であるため、この『母が教えてくれた歌』はいたって普通の歌である。ドヴォルザークの『母が教えてくれた歌』と異なり、ロマンティックでノスタルジックな曲調が最後まで続く。全ての歌詞を歌い終わったあと、最初に戻って初めの2行だけが再度歌われて静かに終わる。

## 歌詞
ドヴォルザークの同名の歌曲『母が教えてくれた歌』(『ジプシー歌曲集』第4曲) と同じく、チェコの作家で詩人のアドルフ・ハイドゥークが原詩だが、ナタリー・マクファーレン (Natalie Macfarren, 1826 - 1916) による英訳を用いている。
| 歌詞 (英語)                                           | 対訳                                   |
| ----------------------------------------------------- | -------------------------------------- |
| Songs my mother taught me in the days long vanished,  | 遠い昔の日、母が私に教えてくれた歌     |
| Seldom from her eyelids were the tear drops banished. | 母のまぶたからいつも涙がこぼれていた   |
| Now I teach my children each melodious measure        | 今、私はその歌どもをわが子に教えながら |
| Often tears are flowing from my memory's treasure.    | 昔を思い出し、しばし涙が流れ出る       |

## 作曲時期
1895年に書かれた。

## 編曲
1903年ころになって、アイヴズ自身がこの曲をもとに室内楽作品に編曲している。ただし、タイトルは『錯乱の古き歌』(英語: An Old Song Deranged) に変えられている。

### 注
1. ↑  アイヴズの歌曲は200曲前後書かれているので、『114の歌』に収められていない歌曲も相当数存在する[1]。
2. ↑  2022年現在、アイヴズに関する日本語の文献や、オーケストラ作品以外の録音で日本語による解説のあるものはほとんど流通していないと言ってよい。そのため、『錯乱の古き歌』という日本語訳はウィキペディア日本語版の記事を作った際にやむを得ず編集者が暫定的に付けたものに過ぎず、一般的に通用しているものではない。